# Sahara Airlines
Sahara Airlines fue una aerolínea en Argelia. Operaba vuelos de cabotaje en el sur de Argelia.

## Servicio
Sahara Airlines operó vuelos a seis destinos domésticos: Adrar, Argel, Bechar, El Golea, Ghardaia y Tindouf.

## Códigos
- Código IATA: 6S
- Código OACI: SHD

## Historia
La aerolínea fue fundada en 1998.

## Flota
- 5 Fairchild Hiller FH-227